# NSWRL 1969
Die NSWRL 1969 war die 62. Saison der New South Wales Rugby League Premiership, der ersten australischen Rugby-League-Meisterschaft. Den ersten Tabellenplatz nach Ende der regulären Saison belegten die South Sydney Rabbitohs. Diese verloren im Finale 2:11 gegen die Balmain Tigers, die damit zum 11. Mal die NSWRL gewannen.

## Tabelle
|      | Team                          | Spiele | Siege | Unent. | Ndlg. | Spiel- punkte | Diff. | Tabellen- punkte |
| ---- | ----------------------------- | ------ | ----- | ------ | ----- | ------------- | ----- | ---------------- |
| 01.  | South Sydney Rabbitohs        | 22     | 18    | 0      | 4     | 489:222       | + 267 | 36               |
| 02.  | Balmain Tigers                | 22     | 17    | 0      | 5     | 410:304       | + 106 | 34               |
| 03.  | St. George Dragons            | 22     | 14    | 0      | 8     | 411:323       | + 88  | 28               |
| 04.  | Manly-Warringah Sea Eagles    | 22     | 14    | 0      | 8     | 355:298       | + 57  | 28               |
| 05.  | Western Suburbs Magpies       | 22     | 11    | 0      | 11    | 315:288       | + 27  | 22               |
| 06.  | Parramatta Eels               | 22     | 11    | 0      | 11    | 323:338       | - 15  | 22               |
| 07.  | North Sydney Bears            | 22     | 10    | 1      | 11    | 343:362       | - 19  | 21               |
| 08.  | Canterbury-Bankstown Bulldogs | 22     | 10    | 0      | 12    | 316:349       | - 33  | 20               |
| 09.  | Eastern Suburbs Roosters      | 22     | 8     | 1      | 13    | 307:409       | - 102 | 17               |
| 010. | Penrith Panthers              | 22     | 6     | 1      | 15    | 311:398       | - 87  | 13               |
| 011. | Newtown Jets                  | 22     | 6     | 1      | 15    | 279:421       | - 142 | 13               |
| 012. | Cronulla-Sutherland Sharks    | 22     | 5     | 0      | 17    | 301:448       | - 147 | 10               |

## Playoffs

### Ausscheidungs/Qualifikationsplayoffs
| 30. August | Manly-Warringah Sea Eagles | 19 : 10 | St. George Dragons | Sydney Cricket Ground, Sydney Zuschauer: 40.977 Schiedsrichter: Keith Page |
| 30. August | Bericht                    |         |                    | Sydney Cricket Ground, Sydney Zuschauer: 40.977 Schiedsrichter: Keith Page |

| 6. September | South Sydney Rabbitohs | 14 : 13 | Balmain Tigers | Sydney Cricket Ground, Sydney Zuschauer: 44.159 Schiedsrichter: Keith Page |
| 6. September | Bericht                |         |                | Sydney Cricket Ground, Sydney Zuschauer: 44.159 Schiedsrichter: Keith Page |

### Halbfinale
| 13. September | Balmain Tigers | 15 : 14 | Manly-Warringah Sea Eagles | Sydney Cricket Ground, Sydney Zuschauer: 41.410 Schiedsrichter: Keith Page |
| 13. September | Bericht        |         |                            | Sydney Cricket Ground, Sydney Zuschauer: 41.410 Schiedsrichter: Keith Page |

### Grand Final
| 20. September | Balmain Tigers                                                                              | 11 : 2        | South Sydney Rabbitohs | Sydney Cricket Ground, Sydney Zuschauer: 58.825 Schiedsrichter: Keith Page |
| 20. September | Versuche: Williams Erhöhungen: Killeen (1/1) Straftritte: Killeen (1) Dropgoals: Bolton (2) | (6:0) Bericht | Straftritte: Simms (1) | Sydney Cricket Ground, Sydney Zuschauer: 58.825 Schiedsrichter: Keith Page |

| 1                  | Bob Smithies     |
| 2                  | George Ruebner   |
| 3                  | Allan Fitzgibbon |
| 4                  | Terry Parker     |
| 5                  | Len Killeen      |
| 6                  | Keith Outten     |
| 7                  | Dave Bolton      |
| 8                  | Garry Leo        |
| 9                  | Peter Boulton    |
| 10                 | Barry McTaggart  |
| 11                 | John Spencer     |
| 12                 | Joe Walsh        |
| 13                 | Peter Provan     |
| Auswechselspieler: |                  |
| 14                 | Sid Williams     |

| 1                  | Eric Simms      |
| 2                  | Michael Cleary  |
| 3                  | Robert Honan    |
| 4                  | Kerry Burke     |
| 5                  | Brian James     |
| 6                  | Denis Pittard   |
| 7                  | Bob Grant       |
| 8                  | John Sattler    |
| 9                  | Elwyn Walters   |
| 10                 | John O’Neill    |
| 11                 | Robert McCarthy |
| 12                 | Bob Moses       |
| 13                 | Ron Coote       |
| Auswechselspieler: |                 |
| 14                 | Paul Sait       |